# Brok (rzeka)

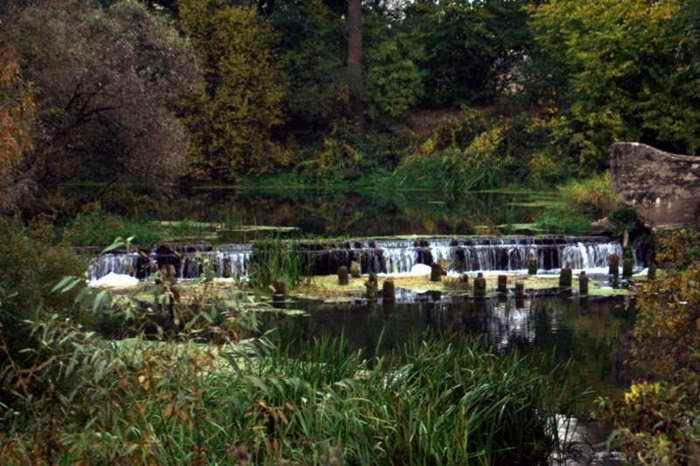
Broczysko w Orle

Brok – rzeka w Polsce (województwo podlaskie i mazowieckie), prawy dopływ Bugu.

## Źródło i ujście rzeki
Brok ma swe źródła w pobliżu wsi Jabłoń-Uszyńskie i Brok w powiecie wysokomazowieckim, na Wysoczyźnie Wysokomazowieckiej, a uchodzi do Bugu koło miasta Brok w Puszczy Białej w powiecie ostrowskim.

## Statystyki
- Długość – 72,9 km[1]
- Powierzchnia dorzecza – 811 km²
- Maksymalna rozpiętość wahań stanu wody – 4,1 m
- Średni przepływ wody u ujścia – 2 m³/s
- Największy dopływ – Brok Mały
- Lokalne nazwy: w górnym biegu Broczek, w dolnym biegu Broczysko
- Przepływa przez powiaty zambrowski, wysokomazowiecki i ostrowski.
- Przepływa między innymi przez Brok, Czyżew, Gostkowo, Mianowo, Wysokie Mazowieckie, Zaręby Kościelne

## Historia
Wody rzeki wykorzystywane były do połowy XX wieku przez kilka młynów. Stanowiła spławny, dość łatwy szlak kajakowy.